# Chiitas en Líbano
Los chiitas en Líbano constituyen uno de los dieciocho grupos religiosos que habitan en ese país. Se distribuyen mayoritariamente en el sur de Líbano, el valle de Bekaa y en las zonas sur y oeste de Beirut.

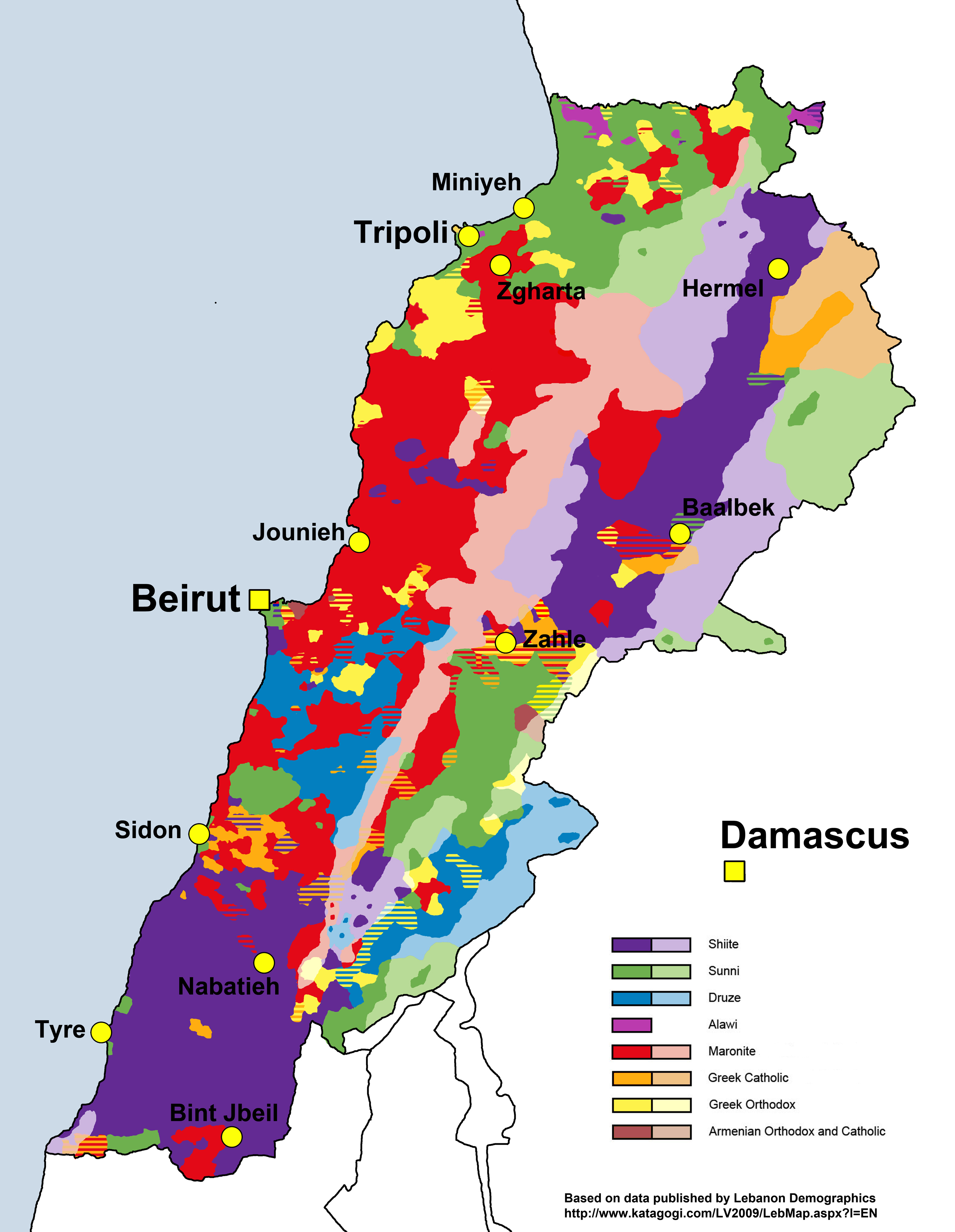
Distribución actual de las comunidades religiosas en el territorio libanés.

Según algunas fuentes, hoy en día comprenden aproximadamente un 27% del total de la población libanesa y junto con los musulmanes sunitas (27%) y los maronitas (21%), conforman las confesiones de mayor peso demográfico en el país.
Otras fuentes afirman que actualmente la población chiita comprende 40% de la población.
Estos datos, sin embargo, son solo estimaciones, ya que Líbano no cuenta con un censo oficial desde el último realizado por el Gobierno francés en 1932.
Como resultado del Pacto Nacional Libanés de 1943, las cifras demográficas actuales no se ven reflejadas en la repartición de los cargos de representación popular. Así, hasta la fecha la presidencia del país corresponde a un ciudadano maronita; el cargo de primer ministro lo ocupa un musulmán sunita y el cargo de presidente del parlamento corresponde a un musulmán chiita (Nabih Berri).

## Antecedentes
Históricamente, sobre los chiitas han pesado circunstancias adversas debido a las pugnas derivadas de su separación del sunismo, rama mayoritaria del islamismo.
Es así que el desarrollo del chiismo ocurrió en zonas del Levante (Bilad al-Sham) que ofrecieron un refugio natural contra las persecuciones de que sus practicantes eran víctimas.
Los emplazamientos costeros de Biblos y Keserwan; la región montañosa de Jabal Amel, en particular Jezzine, en la zona sur, fungieron como importantes centros chiitas en el actual territorio libanés.
El chiismo se desarrolló a lo largo de las dinastías omeya y abbásida (siglos VIII a XIII). Posteriormente, con el ascenso de los fatimíes, su difusión se vio ampliamente favorecida al grado que la presencia chiita en Trípoli, ciudad en la costa norte, llegó a ser tan importante como en las ciudades chiitas del sur. Asimismo, la llanura septentrional de Akkar, actualmente un bastión sunita, se convirtió en uno de los centros más grandes del chiismo.

## Periodos mameluco y otomano
Durante los primeros años del siglo XIV, los mamelucos iniciaron una fuerte ofensiva en contra de los chiitas, a los cuales consideraban herejes (rawāfid). Los chiitas comenzaron a concentrarse en Jabal Amel y en el valle de Bekaa. Con el objetivo de protegerse de las persecuciones, muchos recurrieron a la ocultación de su creencia (taqiyya).
De igual manera, durante el dominio del Imperio otomano, los chiitas se volvieron objeto de persecuciones y despojos. Los otomanos delegaban el control de los territorios dominados en los líderes sunitas y estos ejercían presión para obligar a la población chiita a abandonar las zonas donde se habían asentado. Trípoli se convirtió entonces en una ciudad predominantemente sunita, si bien la presencia de los drusos era también considerable. Por su parte, la población maronita también empezó a emigrar del Monte Líbano y se hizo presente en Biblos, Keserwan y Jezzine, a la par que fortalecía sus vínculos con Francia y con Roma a lo largo del siglo XVI. Los chiitas, carentes de apoyos externos, se vieron excluidos de las zonas donde antiguamente encontraron refugio.
Fue en el siglo XIX que la brecha entre los chiitas y otros grupos religiosos se incrementó, justamente en el momento que Beirut y la zona del Monte Líbano se convirtieron en los puntos de mayor dinamismo económico como resultado de las exportaciones de seda hacia las fábricas de Lyon, en Francia.

## Los chiitas y elGran Líbano(1920-1943)
Con la desaparición del Imperio otomano y el advenimiento del mandato francés en Siria, paulatinamente se reconoció la presencia y las prácticas religiosas de otros grupos que coexistían con la población sunita.
Bajo el auspicio de Francia, el 31 de agosto de 1920 se creó El Gran Líbano, una entidad autónoma que formaría parte de una confederación con el resto de los territorios que comprendía del mandato de Siria: Estado de Damasco, Estado de Alepo, Estado Alauita, Jabal al-Druze y Alexandreta (territorio incorporado a Turquía en 1939 con el nombre de Hatay).
El Gran Líbano comprendería no solo el antiguo Mutasarrifato del Monte Líbano, sino también el Valle de Bekaa y las zonas norte y sur donde se encontraba distribuida la población chiita y otros grupos religiosos.
En 1923, el Gran Líbano fue oficialmente separado del resto de Siria, aunque seguía siendo tutelado por Francia.
Si bien la población chiita percibió la creación de El Gran Líbano como un estado con prerrogativas para la población maronita y al servicio de Francia ―prueba de ello fueron las acciones en contra de los franceses, como el atentado en contra del general Henri Gouraud en 1921―, quedó claro que la existencia de un estado multiconfesional, sin el dominio sunita tradicional, resultaba una situación más favorable que las circunstancias del pasado.
Este hecho se reflejó en 1926, año en que, después de dotarse con su constitución, El Gran Líbano adquirió el nombre oficial de República Libanesa.
Fue en esta época que los chiitas constituyeron un sistema judicial autónomo y dejaron de realizar clandestinamente la representación del martirio del imán Hussein (Ashura), como ocurría durante el dominio otomano.

## Los chiitas y el Líbano independiente
En 1943 Líbano se independizó de Francia y ese mismo año tuvo lugar el Pacto Nacional Libanés, el cual fue suscrito entre maronitas y musulmanes sunitas y convenía en la repartición de los cargos y las responsabilidades de las instituciones del Estado entre las diversos grupos religiosos. Así, los maronitas ocuparían la presidencia, los musulmanes musulmanes sunitas el cargo de primer ministro, musulmanes chiitas y los greco-ortodoxos ocuparían, respectivamente, la presidencia y vicepresidencia del parlamento.
Sin embargo, la población chiita era la menos politizada y las zonas en que se asentaba se caracterizaban por su marginalidad. Para la década de 1950, numerosos flujos de migrantes llegaron a las principales ciudades del país: Beirut, Sidón y Trípoli. Los recién llegados se concentraban a las afueras de las ciudades formando barrios que reproducían la marginalidad de sus zonas de origen. En el caso de Beirut, los sectores chiitas entraron en contacto directo con las instituciones estatales, a diferencia de los chiitas de la provincia, cuyo contacto con el estado era intermediado por los dirigentes locales (zuama’).
En Beirut los chiitas estaban expuestos a la propaganda de diversas tendencias políticas como el Partido Ba’th o el Partido Comunista. No obstante, no existía una fuerza política propiamente chiita, a pesar de que los chiitas constituían la comunidad con mayor crecimiento demográfico, justamente en la época en que crecía la fama de Beirut como gran centro financiero, comercial y turístico.
En esta coyuntura, la figura del imam Musa Al-Sadr fue de gran relevancia. Proveniente de Irán, llegó a Líbano en 1959 y adquirió la nacionalidad libanesa por un decreto presidencial de Fuad Chehab, bajo cuyo gobierno se intervino fuertemente en el ámbito económico a fin de implementar mejoras en las zonas menos atendidas por el estado, precisamente en el sur del país.
A principios la década de 1970 la acción política de Musa Al-Sadr cobró gran fuerza. Como resultado de la presencia de grupos de izquierda, la población chiita hizo suyas las reivindicaciones sociales de la izquierda. De esta manera tuvo lugar una confluencia de las aspiraciones de clases sociales y de una comunidad religiosa poco favorecidas dentro de Líbano. La táctica de Musa Al-Sadr consistía en atraer a la población propiamente chiita y hacerla romper con los movimientos de izquierda por medio de la realización de mítines y manifestaciones en las que él mismo participaba. El gran apoyo popular que logró fue resultado del manejo de una retórica política y religiosa con vistas a denunciar el orden sociopolítico predominante en una población profundamente religiosa.

## La militancia política chiita en el Líbano contemporáneo
Musa Al-Sadr fue la primera figura capaz de atraer y organizar a la población chiita con el objetivo de garantizar sus derechos políticos. En 1974 organizó a sus seguidores en el Movimiento de los Desheredados y en 1975, después del estallido de la guerra civil, creó el Movimiento Amal. Hoy en día, Amal y Hezbolah, liderado por Hasan Nasrallah, representan las mayores fuerzas políticas chiitas, con gran poder de convocatoria, dentro del territorio libanés.

## Subgrupos

### Chiitas duodecimanos en Líbano
En Líbano, los chiitas duodecimanos son el grupo mayoritario con una importante presencia en el norte del Líbano, Keserwan y Batroun, el Sur Líbano, el Valle de Bekaa y en el sur de Beirut.

### Alauitas
Se estima que hay entre 40 000 y 120 000 miembros de esta secta en Líbano, donde han vivido por lo menos desde el siglo XVI.
Los alauitas son reconocidos como una de las dieciocho sectas libanesas oficiales. Gracias a los esfuerzos de su líder Ali Eid, el Acuerdo de Taif de 1989 obtuvieron dos asientos en el Parlamento. Los alauitas libaneses viven en su mayoría en el barrio de Jabal Mohsen de  Trípoli y en quince pueblos de la región de Akkar. Son representados principalmente por el  Partido Árabe Democrático entre alauitas prosirios y antisirios sunitas que han sido perseguido durante décadas en Trípoli.

### Ismaelitas
Son una comunidad algo mejor establecida en Siria, donde la fe fundó una de las primeras da'wah en la ciudad de Salamíe (el supuesto lugar de descanso del Imam Isma'il) en el siglo VIII, que ha estado presente, desde hace siglos, en lo que hoy es Líbano. El ismailismo libanés ha mostrado una propensión inusual para fomentar movimientos radicales en su seno, sobre todo en las áreas de Wadi al-Taym, junto al Valle de Bekaa a los pies de Monte Hermón y Jabal Shuf, en la sierra de Monte Líbano.